# Сисаван
Сисаван (арм. Սիսավան) — село в Араратской области Армении. Основано в 1831 году.
Главной села является Алик Карапетян

## География
Село расположено в юго-западной части марза, к северу от автодороги , на расстоянии 13 километров к юго-востоку от города Арташат, административного центра области. Абсолютная высота — 860 метров над уровнем моря.
Климат
Климат характеризуется как семиаридный (BSk в классификации климатов Кёппена). Среднегодовая температура воздуха составляет 12,5 °C. Средняя температура самого холодного месяца (января) составляет −2,7 °С, самого жаркого месяца (июля) — 26,3 °С. Расчётная многолетняя норма атмосферных осадков — 270 мм. Наибольшее количество осадков выпадает в мае (47 мм).

## Население
По данным «Сборника сведений о Кавказе» за 1880 год в селе Енгиджа Эриванского уезда по сведениям 1873 года было 18 дворов и проживало 189 азербайджанцев (указаны как «татары»), которые были шиитами.
По данным Кавказского календаря на 1912 год, в селе Енгиджа Эриванского уезда проживало 484 человека, в основном азербайджанцев, указанных как «татары».
Согласно Постановлению Совета Министров СССР № 4083 от 23 декабря 1947 года часть жителей села Енгиджа Вединского района Армянской ССР в конце 40-х—начале 50-х годов было депортировано в Азербайджанскую ССР (подробнее см. статью «Депортация азербайджанцев из Армении (1947—1950)». Несмотря на давления со стороны властей, часть жителей села сумела уклониться от депортации.
| Год переписи | Население          | Население          | Население          | Население            | Население            | Население            |
| Год переписи | Наличное население | Наличное население | Наличное население | Постоянное население | Постоянное население | Постоянное население |
| Год переписи | Всего              | Мужчины            | Женщины            | Всего                | Мужчины              | Женщины              |
| ------------ | ------------------ | ------------------ | ------------------ | -------------------- | -------------------- | -------------------- |
| 2001         | 1806               | 899                | 907                | 1914                 | 968                  | 946                  |
| 2011         | 1721               | 843                | 878                | 1841                 | 931                  | 910                  |